# エムスリー
エムスリー株式会社（英: M3, Inc.）は、東京都港区に本社を置き、医療従事者を対象とした医療ポータルサイト「m3.com」のサービスを行っている日本の企業である。ソニーグループの持分法適用会社。日経平均株価およびJPX日経インデックス400の構成銘柄の一つ。国内30万人以上、世界600万人以上の医師が利用するプラットフォームを有する。

## 概要
インターネットを活用した医療関連事業を行うため、ソニーコミュニケーションネットワーク（現・ソニーネットワークコミュニケーションズ、通称So-net）の出資により設立。医師・医療従事者向けの医療情報ポータルサイト「m3.com」を運営している。
社名のエムスリーは、Medicine（医療）・Media（メディア）・Metamorphosis（変革）の3つの言葉の頭文字に由来する。
2017年には米フォーブス誌による、世界で最も革新的な成長企業ランキングにおいて世界5位（日本企業では1位）に選出されている。
企業として目指すものは「インターネットを活用し、健康で楽しく長生きする人を1人でも増やし、不必要な医療コストを1円でも減らすこと」。

## 沿革
- 2000年
  - 9月 - ソネット・エムスリー株式会社として会社設立。
  - 10月 - 「MR君」提供開始。
- 2002年
  - 3月 - ウェブエムディ株式会社より医療情報サイト「WebMD Japan」の運営を引き継ぐ。
  - 8月 - 調査サービス「リサーチ君」提供開始。医療情報サイト「WebMD Japan」を「so-net m3.com」に名称変更。
- 2003年
  - 1月 - ソニーコミュニケーションネットワークより医療情報サイト「MediPro/MyMedipro」を営業譲受。
  - 2月 - 医薬品マーケティング業務一括代行サービス「MR君eCSO」提供開始。
  - 7月 - 並行して運営してきた「MyMedipro」と「so-net m3.com」を統合、医療専門サイト「m3.com」運営開始。
  - 10月 - So-net M3 USA Corporation（現・M3 USA Corporation）設立。
  - 11月 - 「m3 MT」提供開始。
- 2004年
  - 4月 - 医師向け求人求職支援サービス「m3.com CAREER」提供開始。
  - 9月 - 東京証券取引所マザーズ市場上場。
- 2005年
  - 6月 - 韓国Medi C&C Co.,Ltd.を子会社化。
  - 9月 - 「QOL君」提供開始。
  - 12月 - 初のコンシューマー向けサービス「AskDoctors」提供開始。
- 2006年6月 - アメリカMDLinx, Inc.を子会社化。
- 2007年3月 - 東京証券取引所市場第一部へ上場市場を変更。
- 2008年6月 - アイチケット株式会社を子会社化。
- 2009年
  - 3月 - So-net M3 USA CorporationがMDLinx, Inc.を吸収合併。
  - 4月 - メビックス株式会社を子会社化。
  - 12月 - エムスリーキャリア株式会社を設立。
- 2010年1月 - エムスリー株式会社へ商号変更。
- 2011年8月 - イギリスDoctors.net.uk Limitedを子会社化。
- 2012年
  - 8月 - 株式会社MICメディカルを子会社化。
  - 10月 - 株式会社シィ・エム・エス(現:エムスリーソリューションズ株式会社)を子会社化。
- 2013年11月 - 中国での事業を開始。
- 2014年2月 - 株式会社メディサイエンスプラニングを子会社化。
- 2016年
  - 5月 - ヒューマン・メタボローム・テクノロジーズ株式会社との資本業務提携を発表。
  - 8月 - インドでの事業を開始。
  - 12月 - Vidal Groupを子会社化し、フランス、ドイツ、スペインでの事業を開始。
- 2017年11月 - 北欧最大の医師調査パネルQQFSを子会社化。
- 2018年2月 - アメリカWake Researchを子会社化し、治験事業に参入。
- 2021年4月 - m3.com医師会員数が30万人を突破（国内全医師の92%）。
- 2024年9月22日 - エランを子会社化[6]。

## 歴代社長
| 代 | 氏名   | 就任日    | 退任日 | 備考 |
| -- | ------ | --------- | ------ | ---- |
| 1  | 谷村格 | 2000年9月 | 現職   |      |

## 連結子会社

### 日本
| - アイチケット株式会社 - 株式会社インサイト・アイ - 株式会社インフロント - エダンズ株式会社 - エムスリーエデュケーション株式会社 - エムスリーキャリア株式会社 - エムスリークリニックエステート株式会社 - エムスリーソリューションズ株式会社 - エムスリーデジカル株式会社 - エムスリーデジタルコミュニケーションズ株式会社 - エムスリーマーケティング株式会社 - 株式会社エムプラス - 株式会社QLife - クリニカルポーター株式会社 - コスモテック株式会社 | - 株式会社シーユーシー - ソフィアメディ株式会社 - 株式会社シーユーシー・ホスピス - 株式会社ジャメックス - 株式会社日本アルトマーク - 株式会社 ヌーベルプラス - ノイエス株式会社 - 株式会社メディサイエンスプラニング - メビックス株式会社 - リノ・メディカル株式会社 - REXA株式会社 - 株式会社ワイズ |

### 海外
| - IQUS Limited (英国) - M Panels Research Services Private Limited (インド) - M3 (EU) Limited (英国) - M3 USA Corporation (アメリカ合衆国) - M3 Wake Research, Inc. (アメリカ合衆国) - Medi C&C Co.,Ltd. (韓国) - Medizinische Medien Informations GmbH (ドイツ) - NAS Recruitment Innovation, Inc.(米国) | - Neuroglia Health Private Limited (インド) - PracticeMatch Corporation(米国) - The Medicus Firm, Inc.(米国) - VIDAL France S.A. (フランス) - VIDAL Holding Germany GmbH(ドイツ) - VIDAL Vademecum Spain, S.A. (スペイン) - Weda SAS(フランス) |

## 持分法適用関連会社
- 株式会社empheal
- 株式会社SENSEAID
- HYUGA PRIMARY CARE株式会社
- メディギア・インターナショナル株式会社
- LINEヘルスケア株式会社
- Medlive Technology Co., Ltd.(中国)